# André Desvages
André Desvages   (Graye-sur-Mer, 12 de març de 1944 - Tours, 1 de juny de 2018) va ser un ciclista francès, que fou professional entre 1967 i 1970. El seu èxit esportiu més destacat fou una victòria d'etapa al Tour de França de 1968.
En retirar-se del professionalisme passà a dirigir una nova formació ciclista, l'equip Gitane-Frigécrème.

## Palmarès
- 1965
  - 1r a la París-Troyes
  - Vencedor d'una etapa de la Cursa de la Pau
  - Vencedor d'una etapa del Tour de l'Avenir
- 1966
  - Vencedor d'una etapa de la Cursa de la Pau
- 1967
  - Vencedor de 2 etapes a la París-Niça
- 1968
  - Vencedor d'una etapa del Tour de França

### Resultats al Tour de França
- 1968. Abandona (15a etapa). Vencedor d'una etapa